# Oud-Zuid (Tilburg)
Oud-Zuid is een stadsdeel van de stad Tilburg. Oud-Zuid wordt omsloten door het Wilhelminakanaal, de Ringbaan Zuid en de Ringbaan West en de spoorlijn Breda-Eindhoven. De Binnenstad van Tilburg ligt midden in Oud-Zuid. Hierdoor hebben veel ontwikkelingen in de Binnenstad, zoals in de Spoorzone en de Cityring, directe invloed op Oud-Zuid. Desondanks behoort de Binnenstad niet tot het stadsdeel. Oud-Zuid heeft ongeveer 42.000 inwoners, volgens cijfers van de gemeente (2019).
Oud-Zuid omvat de volgende wijken:
- Armhoef
- Broekhoven
- Fatima
- Groenewoud
- Hagelkruis
- Het Laar (bedrijventerrein)
- Hoogvenne
- Jeruzalem
- Korvel
- Oerle
- St.Anna
- Trouwlaan-Uitvindersbuurt